# کاشیوازاکی، نیگاتا
کاشیوازاکی در استان نیگاتا در کشور ژاپن واقع شده‌است که دارای جمعیت ۹۳٬۵۰۶ نفر و مساحت ۴۴۲٫۷۰ کیلومتر مربع با تراکم جمعیت ۲۱۱ نفر در کیلومترمربع است و در تاریخ ۱ ژوئیه ۱۹۴۰ به عنوان شهر شناخته شد.
نیروگاه هسته‌ای کاشیوازاکی کاریوا، بزرگ‌ترین نیروگاه هسته‌ای جهان در این شهر قرار دارد.